# 1288
- Wikisource

| Calendário gregoriano                                                        | 1288 MCCLXXXVIII                                      |
| Ab urbe condita                                                              | 2041                                                  |
| Calendário arménio                                                           | 737 – 738                                             |
| Calendário bahá'í                                                            | -556 – -555                                           |
| Calendário budista                                                           | 1832                                                  |
| Calendário chinês                                                            | 3984 – 3985 Início a 3 de fevereiro (aproximadamente) |
| Calendário copta                                                             | 1004 – 1005                                           |
| Calendário etíope                                                            | 1280 – 1281                                           |
| Calendários hindus - Vikram Samvat - Calendário nacional indiano - Cáli Iuga | 1343 – 1344 1209 – 1210 4388 – 4389                   |
| Calendário Holoceno                                                          | 11288                                                 |
| Calendário islâmico                                                          | 687 – 688                                             |
| Calendário judaico                                                           | 5048 – 5049                                           |
| Calendário persa                                                             | 666 – 667                                             |
| Calendário rúnico                                                            | 1538                                                  |
| Calendário solar tailandês                                                   | 1831                                                  |

1288 (MCCLXXXVIII, na numeração romana) foi um ano bissexto do século XIII do Calendário Juliano, da Era de Cristo, e as suas letras dominicais foram D e C (53 semanas), teve  início a uma quinta-feira e terminou a uma sexta-feira.
No reino de Portugal estava em vigor a Era de César que já contava 1326 anos.
| Ano completo                           |
| -------------------------------------- |
| Ano bissexto com início à quinta-feira |

## Mortes
- 5 de Novembro - João I de Harcourt n. 1198 foi visconde de Châtellerault e de Saint-Sauveur, foi barão de Elbeuf.

## Invenções
- Primeira arma de fogo de que se tem conhecimento foi inventada na China.